# Synagoge (Dolgesheim)

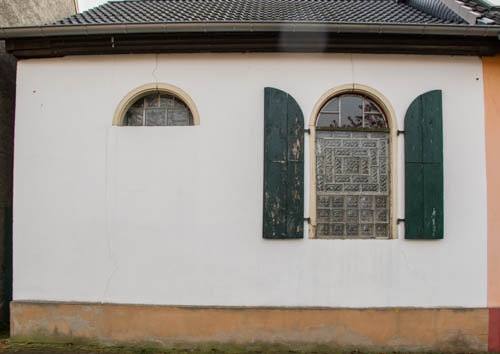
Synagoge in Dolgesheim

Die Synagoge in Dolgesheim, einer Ortsgemeinde im Landkreis Mainz-Bingen in Rheinland-Pfalz, wurde 1852 errichtet. Die profanierte Synagoge in der Schollergasse 3 ist ein geschütztes Kulturdenkmal.
Die Synagoge, ein verputzter Kalkbruchsteinbau, wurde um 1930/33 aufgegeben, weil auf Grund der nur noch wenigen jüdischen Einwohner kein Minjan mehr zustande kam. Das Synagogengebäude wurde verkauft und wird bis heute als Lagerhaus genutzt.